# Etiopiensporrhöna
Etiopiensporrhöna (Pternistis castaneicollis) är en fågel i familjen fasanfåglar inom ordningen hönsfåglar.

## Utseende och läte
Etiopiensporrhönan är en stor och färgglad sporrhöna. Den har kastanjebrunt och svart på huvudet, medan den är kraftigt tecknat roströd på hals och undersida. Arten liknar rostkronad sporrhöna i storlek och form, men skiljer sig på den genomgående färgen, den röda näbb och de röda ben. Lätet är ett ljudligt och raspigt "kek" eller "ker-krek" som upprepas.

## Utbredning och systematik
Etiopiensporrhöna vanligen in i två underarter med följande utbredning:
- Pternistis castaneicollis castaneicollis – bergstrakter från nordöstra Etiopien och Somalia till gränsen mot Kenya
- Pternistis castaneicollis atrifrons – södra Etiopien och allra nordligaste Kenya

Taxonet atrifrons beskrevs ursprungligen som egen art, men har traditionellt kategoriserats som underart till castaneicollis. Baserat på studier från 2014 urskildes den dock som en egen art, "svartpannad sporrhöna". Från 2022 inkluderades den återigen under etiopiensporrhöna av tongivande Clements et al, från 2023 även International Ornithological Congress sedan ytterligare studier visat på endast små skillnader i utseende, läte och genetik. BirdLife International och IUCN bibehåller den dock än så länge som egen art, Pternistis atrifrons.

### Släktestillhörighet
Tidigare placerades den i släktet Francolinus. Flera genetiska studier visar dock att Francolinus är starkt parafyletiskt, där arterna i Pternistis står närmare  t.ex. vaktlar i Coturnix och snöhöns. Även de svenska trivialnamnen på arterna i släktet har justerats från tidigare frankoliner till sporrhöns (från engelskans spurfowl) för att bättre återspegla släktskapet.

## Levnadssätt
Etiopiensporrhönan hittas i bergstrakter på medelhög till hög höjd. Där ses den på alphedar och i skogsbryn, ofta i par eller smågrupper.

## Status
Internationella naturvårdsunionen IUCN bedömer hotstatus för underarterna (eller arterna) var för sig, nominatformen som livskraftig och atrifrons som starkt hotad.